# Żółw czerwonobrzuchy
Żółw czerwonobrzuchy (Pseudemys rubriventris) – gatunek gada z podrzędu żółwi skrytoszyjnych z rodziny żółwi błotnych (Emydidae).
WielkośćDługość karapaksu samców do 31,2 cm, samic do 33,7 cm.
WystępowanieWschodnie Stany Zjednoczone.